# BSC Raiffeisen Panthers Fürstenfeld
El BSC Raiffeisen Panthers Fürstenfeld es un club austríaco de baloncesto profesional de la ciudad de Fürstenfeld que compite en la Admiral Basketball Bundesliga, la máxima categoría del baloncesto en Austria. Disputa sus encuentros como local en el Stadthalle Fürstenfeld, con capacidad para 1200 espectadores.

## Resultados en la Liga Austríaca
| Temporada | División | Liga                          | Posición | Play-Offs        | Competición Europea |
| --------- | -------- | ----------------------------- | -------- | ---------------- | ------------------- |
| 2010–11   | 1        | Admiral Basketball Bundesliga | 4        | Semifinales      | –                   |
| 2011–12   | 1        | Admiral Basketball Bundesliga | 7        | Cuartos de final | –                   |
| 2012–13   | 1        | Admiral Basketball Bundesliga | 8        | Cuartos de final | –                   |
| 2013–14   | 1        | Admiral Basketball Bundesliga | 8        | Cuartos de final | –                   |
| 2014–15   | 1        | Admiral Basketball Bundesliga | 9        | -                | -                   |
| 2015–16   | 1        | Admiral Basketball Bundesliga | 7        | -                | -                   |
| 2016–17   | 1        | Admiral Basketball Bundesliga | 7        | -                | -                   |
| 2017–18   | 1        | Admiral Basketball Bundesliga | 8        | -                | -                   |
| 2018–19   | 1        | Admiral Basketball Bundesliga | 10       | -                | -                   |
| 2019–20   | 2        | 2. Basketball-Bundesliga      | 4        | -                | -                   |
| 2020–21   | 2        | 2. Basketball-Bundesliga      | 2        | -                | -                   |
| 2021–22   | 2        | 2. Basketball-Bundesliga      | 3        | -                | -                   |

## Palmarés
- Admiral Basketball Bundesliga
  - Campeón: 2008
  - Subcampeón: 2002, 2010

- Copa de baloncesto de Austria
  - Campeón: 2009
  - Subcampeón: 1999, 2007, 2008, 2011

- Supercopa de baloncesto de Austria
  - Campeón: 2009
  - Subcampeón: 2008, 2010, 2011

## Jugadores destacados
| - Maximilian Graf - Luka Gvozden - David Hasenburger - Bernhard Koch - Steffen Leitgeb - Christoph Nagler - Lorenzo O'Neal - Kevin Payton - Fabian Richter - Thomas Schreiner - Stjepan Stazic - Bernhard Weber - Lavar Simmons - Adnan Hajder - Nedim Mehinagic - Ilko Nanev - Michael Fraser - Russell Hicks - Zoran Kalpic - Drazen Rimarcuk - Jeronimo Sarin - Vjeran Soldo - Milan Stegnjaic - Vjeran Soldo - Gregor Linke - Yao Schaefer-Tsahe - Oliver Sommer - Giorgi Gamqrelidze - Kenneth Scott - Gergely Fodor - Petras Balocka - Tautvydas Šležas - Ivan Zejak - Patrick Faydherbe | - Eric Poiesz - Ayodokun Akingbade - Dawid Przybyszewski - Flavius Lapuste - Robert Abramovic - Blaz Cresnar - Ervin Dragsic - Samo Grum - Dragan Miletic - Slobodan Ocokoljic - Ibrahim Diarra - Rickard Ivo - Peter Theisz - Murat Turgut - De'Angelo Alexander - Levan Alston - Tyron Barksdale - Kory Billups - C.J.Black - Adam Boone - Carl Boyd - Dustin Brown - Darryl Bryant - Timothy Burnette - Dennis Carr - Jason Chappell - Cor-J Cox - Avery Curry - Michael Dale - Anthony Dent - Anthony Dill - Lawrence Felder - Trevor Gaines - Stanley Gaines | - Tony Gipson - Charles Gosa - Romke Hampton - Brian Heinle - Cedrick Hensley - Kantrail Horton - Kareem Johnson - Jonathan Levy - Orlando Lightfoot - Nate Linhart - Chris Lowe - Bryan Lucas - Bryant Matthews - Marvett McDonald - Roland Miller - Dustin Mitchell - Michael Parker - Maurice Pearson - Tyray Pearson - Desmond Penigar - Shawn Ray - Robbie Reid - Jeff Robinson - Austen Rowland - Janou Rubin - Tyrone Sally - Edward Scott - Anthony Shavies - Earnest Shelton - Alvin Sims - Timothy Smith - Dennis Stanton - Greg Stephens - Amin Stevens | - James Sullinger - Rob Summers - Ken Tuttle - DuJuan Wiley - Jasmon Youngblood - Reece Gaines - Brendan Lenane - Josip Popic - Matt Zauner - Muamer Begovic - Damir Zeleznik - Samir Mujanovic - Spencer McKay - Eric Butler - David Morgan - Vidal Massiah - Tony McCrory - Victor Chuckwudebe - Aleksandar Djuric - Veljco Obradovic - Miljan Goljovic - Harry Bell - Jason Detrick - John Griffin - Johnny McNeil - Aaron Mitchell - Michael Coleman - Joshua Gomes - John Duggan - Kevin O'Neill - Kimmani Barrett |